# أندريا ليند
أندريا ليند (بالإنجليزية: Andrea Leand)‏ مواليد 18 يناير 1964 في بالتيمور، هي لاعبة كرة مضرب أمريكية سابقة بدأت مسيرتها كمحترفة سنة 1982 وكانت تلعب باليد اليمنى، اعتزلت اللعب في 1996. أعلى تصنيف لها في الفردي كان المركز الـ 12 في سنة 1982.

## روابط خارجية
- أندريا ليند على موقع رابطة محترفات التنس (الإنجليزية)
- أندريا ليند على موقع الاتحاد الدولي لكرة المضرب (الإنجليزية)
- أندريا ليند على موقع كأس بيلي جين كينغ (الإنجليزية)
- أندريا ليند على موقع خلاصة التنس.كوم (الإنجليزية)
- أندريا ليند على موقع اللجنة الأولمبية الدولية (الإنجليزية)
- أندريا ليند على موقع أوليمبيديا (الإنجليزية)